# Розщеплення за Руффом — Фентоном
Розщеплення за Руффом — Фентоном (рос. расщепление Руффа — Фентона, англ. Ruff — Fenton degradation of sugars) — одноланкове скорочення вуглецевого ланцюга моносахаридів дією НООН на солі альдонових кислот у присутності йонів тривалентного заліза.
HOOC–HCOH–CHOH– → HCO–CHOH–